# 克洛德·马克莱莱
克洛德·马克莱莱（Claude Makélélé，1973年2月18日—），出生於扎伊尔（今剛果民主共和國）的金沙薩，但入籍法國的足球運動員，司職防守中場。現為比甲球队奧伊本主教練。
他踢法偏向中場攔截，以及快速補位，往往會於適當時候出現於適當位置，極少失位。马克莱莱只會防守，完全沒有傳導或長傳助攻的能力，是非常純粹的中場絞肉機。

## 球員生涯
善於防守的马克莱莱首間的球會是法國的布雷斯特。兩年後，他成為南特的球員，五年之間攻入了9球，共上陣169場賽事。於1997年拒絕了阿森纳主帥溫格的邀請后，轉會至馬賽，只上陣了26場球賽。其後，西班牙成為了他的成名地，1998年轉至，由於他在維戈塞爾塔的出色表現，所以在2000年接到了皇家馬德里的邀請，效率高的中場搶截，令他在皇馬取得必然正選之位置，就連法國球王施丹也認同他在皇馬的重要性，是皇馬奪得了2002年歐洲聯賽冠軍盃及2003年西甲聯賽冠軍的無名英雄。
马克莱莱憑著出色的防守和另類的打法，為現今足球界少有的純防守中場角色，使足球界出現「马克莱莱角色」一詞，意為有超強守備但毫無其它功能的防守中場。
2003年球季，马克莱莱希望球會加薪，但遭到拒绝（由於皇馬當時要羅致碧咸而耗費大量转会资金），最终馬克萊萊以1680万英镑的价格轉會英超球队切尔西。
轉會切爾西後迅速成為绝对主力，他的球風在重視防守的切爾西如魚得水，於2004-05年球季奪得英超聯賽和英格蘭聯賽盃。
2008年夏季獲切尔西放行自由轉會回法國加盟巴黎圣日耳曼。
2010年4月，马克莱莱宣佈掛靴。

## 外部連結
- 马克莱莱